# Limnichoderus durus
Limnichoderus durus är en skalbaggsart som beskrevs av Wooldridge 1981. Limnichoderus durus ingår i släktet Limnichoderus och familjen lerstrandbaggar. Inga underarter finns listade i Catalogue of Life.